# Товариство істориків-марксистів
Товариство істориків-марксистів (рос. Общество историков-марксистов) — науково-громадська організація істориків, заснована при Комуністичній академії в м. Москва 1925 року.
Згідно зі статутом, затвердженим в лютому 1926, метою товариства було «об'єднання всіх марксистів-істориків, наукова розробка питань історії та марксистської методології історії, боротьба з буржуазними викривленнями історії, пропаганда й популяризація марксистського методу та досягнень у галузі історії, методики викладання історичних дисциплін у школах та вишах».
У складі товариства працювали дійсні члени та члени-кореспонденти.
Структурно складалося із секцій історії революційного руху (1928 реорганізована в секцію методології та методики історії); соціологічної (із 1929 — секція для вивчення докапіталістичних формацій); історії Росії; історії ВКП(б); історії Заходу (ін. назва — секція для вивчення історії Західної Європи і Америки); історії Сходу; історії юнацького руху; комісії для вивчення збройних повстань; громадянських та революційних війн (із підсекціями: СРСР, Заходу, східних та колоніальних країн і загально-теоретичних питань; із кінця 1929 приєдналася до воєнної секції Комуністичної академії); історії пролетаріату; імперіалістичної війни 1914—17.
Відділення товариства, крім найбільших міст Росії (Архангельськ, Воронеж, Іркутськ, Ленінград (нині м. Санкт-Петербург), Новосибірськ та ін.), існували в Азербайджані, Білорусі, Грузії, Узбекистані, Україні, а також у Криму. У грудні 1929 створене Північно-кавказьке відділення товариства.
На початку 1930-х рр. товариство об'єднувало близько 400 осіб, більшість з яких були членами ВКП(б). Головою Ради товариства був М.Покровський (1925—32), ученим секретарем — П.Горін. У роботі товариства брали активну участь В.Антонов- Саратовський, В.Волгін, Г.Зай дель В.Ігнатовський, В.Кнорін, М.Лукін, В.Максаков, М.Нечкіна, Г. Панкратова, Д.Рязанов, Ц.Фрідлянд, О.Шестаков та ін.
Члени товариства читали доповіді та проводили диспути, брали участь у дискусіях, та літературно-популяризаторську роботу.
28 грудня 1928 — 4 січня 1929 товариство провело Всесоюзну конференцію істориків-марксистів, на якій Україну представляли Й.Гермайзе, З.Гуревич, О.Камишан, C.Кокошко, Г.Рохкін, М.Рубач, М.Свідзінський, С.Семко, Р.Шпунт, М. І. Яворський та ін. Під час конференції працювали секції історії ВКП(б), історії народів СРСР, історії Західної Європи, соціологічна, методична, з дослідження історії збройних повстань та революції і громадянських війн, а також відбулася нарада істориків Сходу. На конференції було ухвалено рішення про реорганізацію товариства у всесоюзне.
Після відкриття Інституту історії при Комуністичній академії (листопад 1929) ввійшло до його складу. Фактично припинило активну діяльність після смерті М.Покровського. Формально перестало існувати 1936 у зв'язку з ліквідацією Комуністичної академії.
Друкованими органами товариства були часописи «Историк-марксист» (1926—41) та «Борьба класов» (1931—36), також друкувалася популярна історична література.
Фонд товариства зберігається в Архіві РАН.